# Gerichtsbezirk Loitsch
Der Gerichtsbezirk Loitsch (slowenisch: sodni okraj Logatec, bis 1875 Gerichtsbezirk Planina, slowenisch: sodni okraj Planina) war ein dem Bezirksgericht Loitsch unterstehender Gerichtsbezirk im Kronland Krain. Er umfasste Teile des politischen Bezirks Loitsch (Logatec) und wurde 1919 dem Staat Jugoslawien zugeschlagen. Der Gerichtsbezirk wies 1910 die drittgeringste Einwohnerzahl und die achtgeringste Fläche der 31 Gerichtsbezirke der Krain auf.

## Geschichte
Ursprünglich wurde der Gerichtsbezirk als Gerichtsbezirk Planina bezeichnet, wobei der Gerichtsbezirk infolge eines Ministervortrags vom 6. August 1849 entstand, in dem die Grundzüge der Gerichtseinteilung festgelegt wurden. Nachdem im Dezember 1849 die Gebietseinteilung der Gerichtsbezirke sowie die Zuweisung der Gerichtsbezirke zu den neu errichteten Bezirkshauptmannschaften durch die „politische Organisierungs-Commission“ festgelegt worden war, nahmen die Bezirksgerichte der Krain per 1. Juni 1850 ihre Tätigkeit auf. Dem Bezirksgericht Planina wurden durch die Landeseinteilung der Krain im März 1850 die 22 Katastralgemeinden Begne (Wigaun), Bezulak (Wesulak), Blekova Vas (Fleckendorf), Cirknica (Zirknitz), Dolenja Planina (Unterplanina), Dolenja Vas (Niederndorf), Dolenji Logatec (Unterloitsch), Gerčarevec (Gartschareuz), Gorenja Planina (Oberplanina), Gorenji Logatec (Kirchdorf), Grahovo (Grachowu), Hotederšica (Otederschitz), Kožljek (Koschleck), Laze (Lase), Rakek (Rakek), Ravnik (Raunik), Selšček (Seuschtschek), Stermica (Stermza), Studeno (Kaltenfeld), Unec (Maunitz), Vlaka (Ulaka) und Žerovnica (Scheraunitz) zugewiesen. War der Gerichtsbezirk Planina zunächst Teil der k. k. Bezirkshauptmannschaft Adelsberg gewesen, so wurde der Gerichtsbezirk im Zuge der endgültigen Trennung von Verwaltung und Justiz im gesamten Habsburgerreich in Loitsch umbenannt. Der nunmehrige Gerichtsbezirk Loitsch musste dabei die Gemeinden Kaltenfeld und Sterzma an den Gerichtsbezirk Adelsberg abgeben und erhielt im Gegenzug die Gemeinden Rovte (Gereuth) und Žibrše (Sibersche) vom Gerichtsbezirk Oberlaibach zugesprochen, wobei Žibrše später zu Rovte eingemeindet wurde. Per 10. März 1867 bildete der nunmehrige Gerichtsbezirk Loitsch mit den Gerichtsbezirken Idria und Laas den Bezirk Loitsch. Das Bezirksgericht und die Bezirkshauptmannschaft nahmen ihre Arbeit in Loitsch jedoch erst per 20. September 1875 auf. Einen beträchtlichen Gebiets- und Einwohnerverlust erfuhr der Gerichtsbezirk Loitsch per 1. Jänner 1894 durch die Gründung bzw. Abspaltung des Gerichtsbezirks Zirknitz, wobei für dessen Bildung die mit 5.311 Einwohnern und einer Fläche von 119,23 km² im Jahre 1890 verhältnismäßig große Gemeinde aus dem Gerichtsbezirk Loitsch ausgeschieden wurde.
| Jahr | Fläche (km²) | Ein- wohner | Slowenisch- sprachige | Deutsch- sprachige |
| ---- | ------------ | ----------- | --------------------- | ------------------ |
| 1880 |              | 14.045      | 13.892                | 82                 |
| 1890 |              | 14.831      | 14.703                | 41                 |
| 1900 | 203,71       | 7.233       | 7.130                 | 74                 |
| 1910 | 203,70       | 7.449       | 7.203                 | 95                 |

Der Gerichtsbezirk wies 1880 eine anwesende Bevölkerung von 14.045 Personen auf, wobei 13.892 Menschen Slowenisch und 82 Menschen Deutsch als Umgangssprache angaben. 1910 wurden für den Gerichtsbezirk auf Grund der starken Gebietsverluste nur noch 7.449 Personen ausgewiesen, von denen 7.203 Slowenisch (96,7 %) und  Deutsch (1,3 %) sprachen.
Durch die Grenzbestimmungen des am 10. September 1919 abgeschlossenen Vertrages von Saint-Germain wurde der Gerichtsbezirk Loitsch zur Gänze dem Königreich Jugoslawien zugeschlagen.

## Gerichtssprengel
Der Gerichtssprengel Loitsch umfasste infolge der Zusammenfassung der Katastralgemeinden zu Gemeinden 1910 die fünf Gemeinden Dolenji Logatec (Unterloitsch), Gorenji Logatec (Oberloitsch), Hotedršica (Hotederschitz), Planina und Rovte (Gereuth).